# Sally Phillips
Sally Elizabeth Phillips (Hong Kong británico, 10 de mayo de 1970) es una actriz y comediante británica. Fue una de las creadores del sketch Smack the Pony y logró reconocimiento en las series de televisión Miranda como Tilly, I'm Alan Partridge como Sophie y Parents como Jenny Pope. Además interpretó el papel de Shazza en las tres películas de la franquicia de Bridget Jones.

## Filmografía

### Cine
| Año  | Título                            | Papel            | Notas             |
| ---- | --------------------------------- | ---------------- | ----------------- |
| 1999 | Notting Hill                      | Caroline         | No acreditada     |
| 2001 | Birthday Girl                     | Karen            |                   |
| 2001 | Mean Machine                      | Tracey           |                   |
| 2001 | Bridget Jones's Diary             | Sharon "Shazza"  |                   |
| 2004 | Bridget Jones: The Edge of Reason | Sharon "Shazza"  |                   |
| 2004 | Gladiatress                       | Worthaboutapig   |                   |
| 2011 | The Decoy Bride                   | Emma             | También escritora |
| 2015 | Set the Thames on Fire            | Colette          |                   |
| 2016 | Pride and Prejudice and Zombies   | Sra. Bennet      |                   |
| 2016 | Bridget Jones's Baby              | Sharon "Shazza"  |                   |
| 2016 | The Rizen                         | The Suited Woman |                   |
| 2017 | Ferdinand                         | Greta (voz)      |                   |
| 2017 | You, Me and Him                   | Amy              |                   |
| 2018 | The More You Ignore Me            | Marie Henty      | [ 3 ]             |
| 2019 | The Rizen: Possessio              |                  |                   |
| 2019 | Surviving Christmas               | Miriam           |                   |
| 2019 | Blinded by the Light              | Sra. Anderson    |                   |
| 2025 | Bridget Jones: Mad About the Boy  | Sharon "Shazza"  |                   |

### Televisión
| Año                        | Título                             | Papel               | Notas                        |
| -------------------------- | ---------------------------------- | ------------------- | ---------------------------- |
| 1995                       | Smith & Jones                      |                     | 2 episodios                  |
| 1995–1996                  | Fist of Fun                        | Varios              | 7 episodios                  |
| 1997                       | I'm Alan Partridge                 | Sophie              | 6 episodios                  |
| 1998                       | Holding the Baby                   | Laura               |                              |
| 1998                       | In the Red                         | Jemma White         | 3 episodios                  |
| 1999                       | Hippies                            | Jill Sprint         | 6 episodios                  |
| 1999–2003                  | Smack the Pony                     | Varios              | También escritora            |
| 2000                       | The Junkies                        | Sal                 | Cortometraje para televisión |
| 2002                       | Rescue Me                          | Katie Nash          |                              |
| 2005-2006                  | Green Wing                         | Holly Hawkes        |                              |
| 2006                       | Hyperdrive                         | Clare Winchester    |                              |
| 2006                       | The Amazing Mrs Pritchard          | Meg Bayliss         | 5 episodios                  |
| 2006–2009                  | Jam and Jerusalem                  | Natasha "Tash" Vine | 18 episodios                 |
| 2009–2015                  | Miranda                            | Matilda "Tilly"     | 20 episodios                 |
| 2009                       | Skins                              | Angela Moon         | 1 episodio                   |
| 2009                       | Svengali                           | Michelle            | Telefilme                    |
| 2012                       | Parents                            | Jenny Pope          | 6 episodios                  |
| 2012—                      | The Undateables                    | Narradora           |                              |
| 2013                       | Chickens                           | Sra. Trimble        | 1 episodio                   |
| 2013                       | Something Special                  | Invitada especial   | 1 episodio                   |
| 2013–2014, 2016–2017, 2019 | Veep                               | Minna Häkkinen      | 5 episodios                  |
| 2014                       | The Supervet                       | Narradora           |                              |
| 2015                       | We’re Doomed! The Dad’s Army Story | Ann Croft           |                              |
| 2015                       | Death in Paradise                  | Cheryl Moore        | 1 episodio                   |
| 2016                       | Galavant                           | Ivanna              | 2 episodios                  |
| 2016                       | Midsomer Murders                   | Lucy Keswick        | 1 episodio                   |
| 2016                       | A World Without Down's Syndrome?   | Presentadora        | Documental de la BBC         |
| 2016–2017                  | Zapped                             | Slasher Morgan      | 4 episodios                  |
| 2017                       | Lip Sync Battle UK                 | Ella misma          | 1 episodios                  |
| 2017                       | Comic Relief                       | Presentadora        |                              |
| 2017                       | Henry IX                           | Katerina            |                              |
| 2017                       | Hospital People                    | Helena Steel        | 1 episodio                   |
| 2017                       | Taskmaster                         | Ella misma          |                              |
| 2017                       | The One Show                       | Presentadora        | 2 episodios                  |
| 2017                       | Travel Man                         | Invitada            | 1 episodio                   |
| 2017                       | All Star Musicals                  | Participante        |                              |
| 2017                       | Tim Vine Travels in Time           | Catalina de Aragón  |                              |
| 2018                       | Trollied                           | Lou Chettle         | 6 episodios                  |
| 2018                       | The One Show                       | Presentadora        | 2 episodios                  |
| 2018-19                    | Tourist Trap                       | Elaine Gibbons      | 13 episodios                 |
| 2020                       | Friday Night Dinner                | Gibby               | 1 episodio                   |